# Atlético Clube Juventus
Pour les articles homonymes, voir Juventus (homonymie).
Maillots
L'Atlético Clube Juventus est un club brésilien de football basé à Rio Branco dans l'État de l'Acre.

## Palmarès
- Championnat de l'État de l'Acre
  - Champion : 1966, 1969, 1975, 1976, 1978, 1980, 1981, 1982, 1984, 1989, 1990, 1995, 1996, 2009.

## Anciens logos